# Tapinocyba prima
Tapinocyba prima là một loài nhện trong họ Linyphiidae.
Loài này thuộc chi Tapinocyba. Tapinocyba prima được miêu tả năm 2005 bởi Dupérré & Paquin.